# Finlandesi d'Ingria
I finlandesi d'Ingria, o finlandesi ingriani, (inkeriläiset o inkerinsuomalaiset in finlandese) sono un gruppo etnico dell'Ingria (oggi zona centrale dell'oblast' di Leningrado).

Mappa di Ingria.

Durante la seconda guerra mondiale, molti esponenti di questo gruppo furono deportati in massa in altre zone dell'Unione Sovietica. Durante la guerra di continuazione del 1941–1944 circa 62.000 finlandesi d'Ingria scapparono in Finlandia dalle aree occupate dai tedeschi; di questi, 55.000 furono poi restituiti all'Unione Sovietica ed espulsi in Siberia. A partire dagli anni 1950 e 1960 fu permesso loro di ritornare nella Repubblica Socialista Sovietica Carelo-Finlandese, ma non nell'Ingria stessa.
Oggi, i finlandesi d'Ingria costituiscono la più grande minoranza etnica di origine finlandese di tutta la Federazione Russa. Circa 25.000 finlandesi d'ingria risiedono nella regione di San Pietroburgo.

Bandiera ingriana.

Questo gruppo etnico discende dai coloni luterani che si stanziarono nell'Ingria svedese durante il periodo dell'impero svedese, dal 1617 al 1703. Dopo la riconquista del territorio da parte dell'impero russo e la fondazione di San Pietroburgo (1703), la corrente migratoria si arrestò, anzi molti finlandesi d'Ingria cominciarono a ritornare in massa nelle posizioni originarie. Quando ai nobili russi furono garantite terre della regione, la maggior parte dei luterani ingriani lasciò l'Ingria per raggiungere la Vecchia Finlandia. Qui furono assimilati ai Careliani.
La dominazione dell'Unione Sovietica prima e dei nazisti poi, nel corso del XX secolo, ebbe effetti disastrosi per i finlandesi d'Ingria così come per tutte le minoranze etniche della regione. Molti finlandesi ingriani furono uccisi, deportati in Siberia o ricollocati in massa in altre zone dell'Unione Sovietica. Dopo la seconda guerra mondiale, molti esponenti della minoranza si spostarono in Estonia, controllata dall'Unione Sovietica. Dopo il collasso di quest'ultima, vi furono diverse ondate migratorie verso la Finlandia, dove sono stati poi ufficialmente riconosciuti grazie al diritto di ritorno finlandese.
Siccome molti dei finlandesi d'Ingria che si sono spostati in Finlandia negli scorsi decenni non hanno mai parlato altra lingua all'infuori del russo (spesso si sono addirittura identificati in tale nazionalità), vi sono stati problemi d'integrazione nel recente passato, problemi tipici di tutti i gruppi etnici protagonisti di massicce ondate migratorie in Europa. Vi è stato anche un dibattito politico in Finlandia riguardo al mantenimento o meno del diritto di ritorno.